# Forêt de Baïnem
La forêt de Baïnem est située entre Hammamet, Aïn Benian, Béni Messous, Bouzaréah et Raïs Hamidou dans la wilaya d'Alger, en Algérie. Elle est gérée par la Conservation des forêts d'Alger (CFA) sous la tutelle de la Direction générale des forêts (DGF)

## Localisation
La forêt de Baïnem est située à environ 8 kilomètres au nord-ouest du centre-ville d'Alger. Elle est localisée entre les communes d'El Hammamet, Aïn Benian, Béni Messous, Bouzaréah et Raïs Hamidou dans les hauteurs d'Alger.

## Histoire et géographie
La forêt de Baïnem, qui tire son nom de son emplacement, fait partie de la frange littorale de la zone côtière algéroise qui reste la plus exposée aux déprédations et aux dégradations. Nombre de sites naturels de cette partie de la ZCA sont irrémédiablement perdus comme les formations dunaires de Zéralda.

## Description
La forêt de Baïnem abrite un écosystème dunal. Elle fait partie du littoral Ouest-algérois, et est limitée :
- au Nord par la mer Méditerranée, la commune d'El Hammamet et la Route nationale 11 (RN11),
- au Sud par la commune de Béni Messous,
- à l'Ouest par la commune de Aïn Bénian,
- et à l'Est par la commune de Raïs Hamidou

Le réseau hydrographique autour de cette forêt est constitué de deux oueds, Oued Kniss et Oued M'Kacel. La superficie du bois est d'environ 600 hectares.
Aménagé en banquettes antiérosives servant de drainage des eaux pluviales, le massif cristallin de Baïnem renferme une riche végétation dont les strates arbustives forment le maquis.

## Biodiversité
Le patrimoine écologique de la forêt recèle une riche faune et flore et constitue un poumon pour la wilaya d'Alger. C'est un ensemble de collines dont l'altitude est comprise entre 80 et 300 m et qui représente les contreforts ouest du massif de Bouzaréah. Son sous-sol est formé de roches métamorphiques (micaschistes) recouvert de roches mères argileuses et de sables rouges pliocènes, à l’ouest. Les sols qui s'y sont développés sont à tendance acide supportant une végétation primitive constituée de chêne-liège, chêne kermès, pin d’Alep, oléastre. On y trouve encore des sites où les lichens sont bien diversifiés mais soumis à des altérations de milieu de telle sorte que leur conservation n'est plus possible. La transformation de certaines parcelles en plantations d'eucalyptus a totalement modifié le paysage et a aussi influencé ou rendu difficile le maintien des sources d'eau ou du sous-bois. La faune a certainement aussi était touchée. Par contre l'installation d'un arboretum a favorisé  l'introduction positive de certaines espèces comme le Cèdre de l'Atlas ou encore le test d'adaptation du Cyprès du Tassili.

## Écosystèmes
L'ensemble forestier, d'une superficie d'environ 3 hectares, chevauche sur les communes d'El Hammamet, Aïn Benian, Béni Messous, Bouzaréah et Raïs Hamidou dans la wilaya d'Alger.
En tant que biotope naturel exceptionnel et espace socio-culturel et de détente, la forêt joue un rôle vital de protection contre l’érosion hydrique des infrastructures et agglomérations situées sur la côte en aval. Cette fonction à elle seule en fait un site des plus sensibles de toute la zone côtière algéroise. Seul un statut d’aire protégée (réserve naturelle), peut sauver cette forêt et la préserver de l’urbanisation envahissante et autres agressions (déboisements, incendies d’été, défrichements).

### Arbres
La forêt qui comportait en 1958 deux principales espèces d'arbres, le chêne-liège et le pin d'Alep, s'est enrichie depuis de près d'une dizaine d'espèces. La forêt fut incendiée presque entièrement en 1956 à la suite duquel des plantations, d’eucalyptus essentiellement mais aussi de pins et de frêne, y furent effectuées. Un arboretum de 50 ha a été réservé à l’introduction d’espèces exotiques diverses (Eucalyptus, pins, chênes, cèdre, etc.).

#### Pins

##### Pin d'Alep

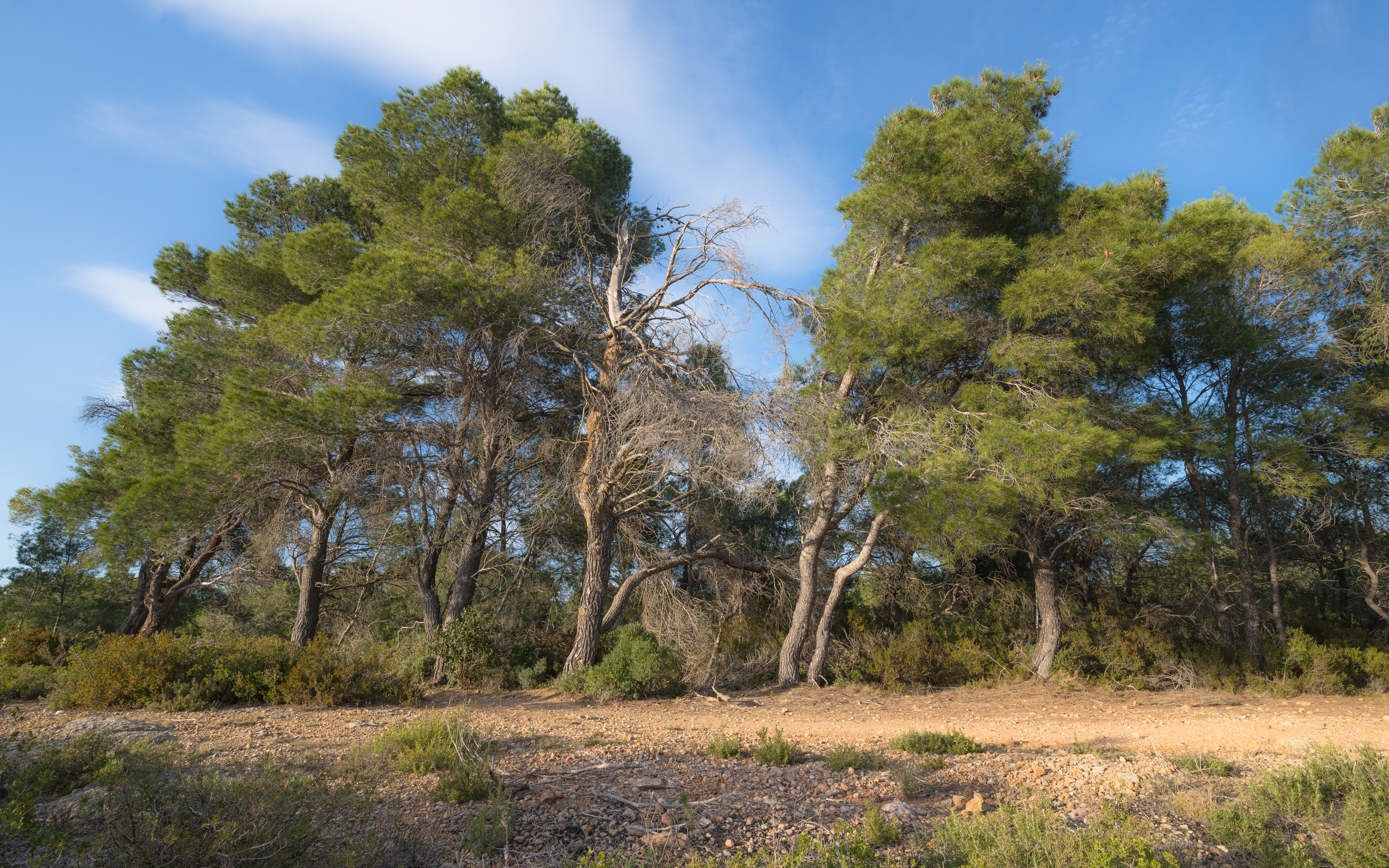
Pin d'Alep (Pinus halepensis).

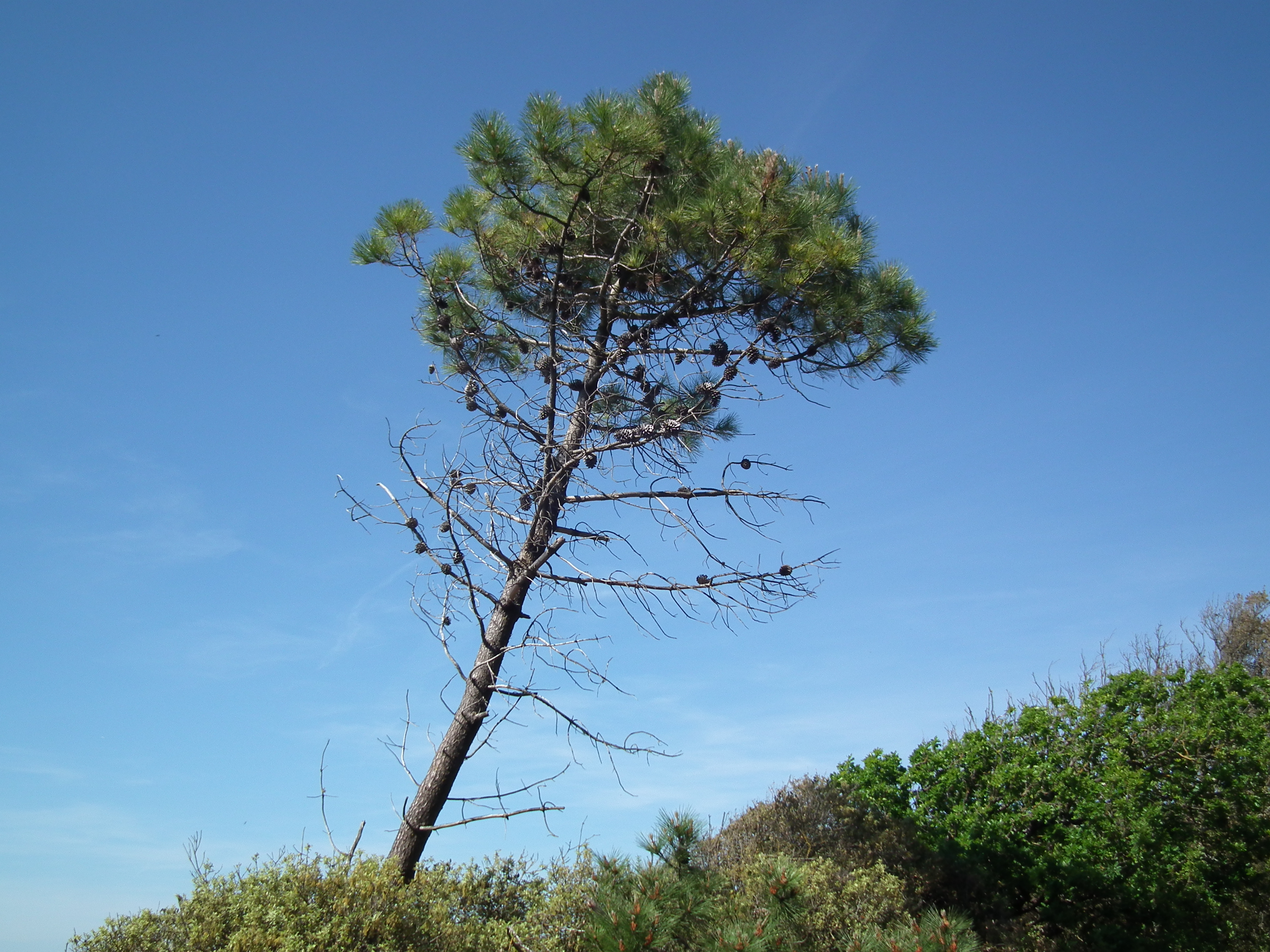
Pin maritime (Pinus pinaster).

Le pin d'Alep est un conifère d'environ 20 à 30 mètres souvent penché et peu droit, dont la cime est assez écrasée, irrégulière et claire, avec des branches sont assez étalées, et dont la longévité est de 500 ans environ.

##### Pin maritime
Le pin maritime est un conifère qui peut atteindre entre 20 et 30 mètres de haut, qui arrive à maturité vers 40 ou 50 ans et qui peut vivre jusqu'à 500 ans.

##### Pin pignon

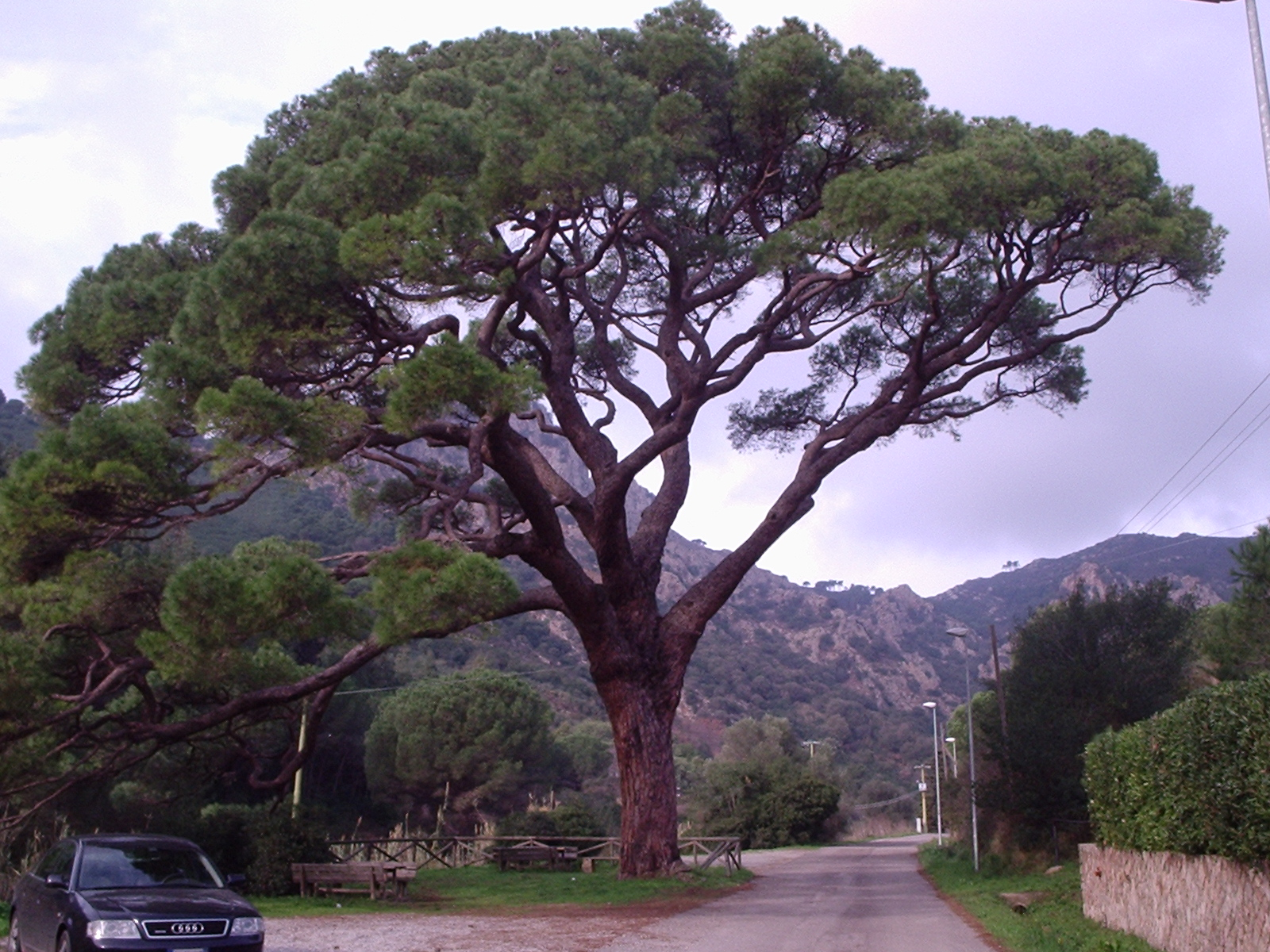
Pin pignon (Pinus pinea).

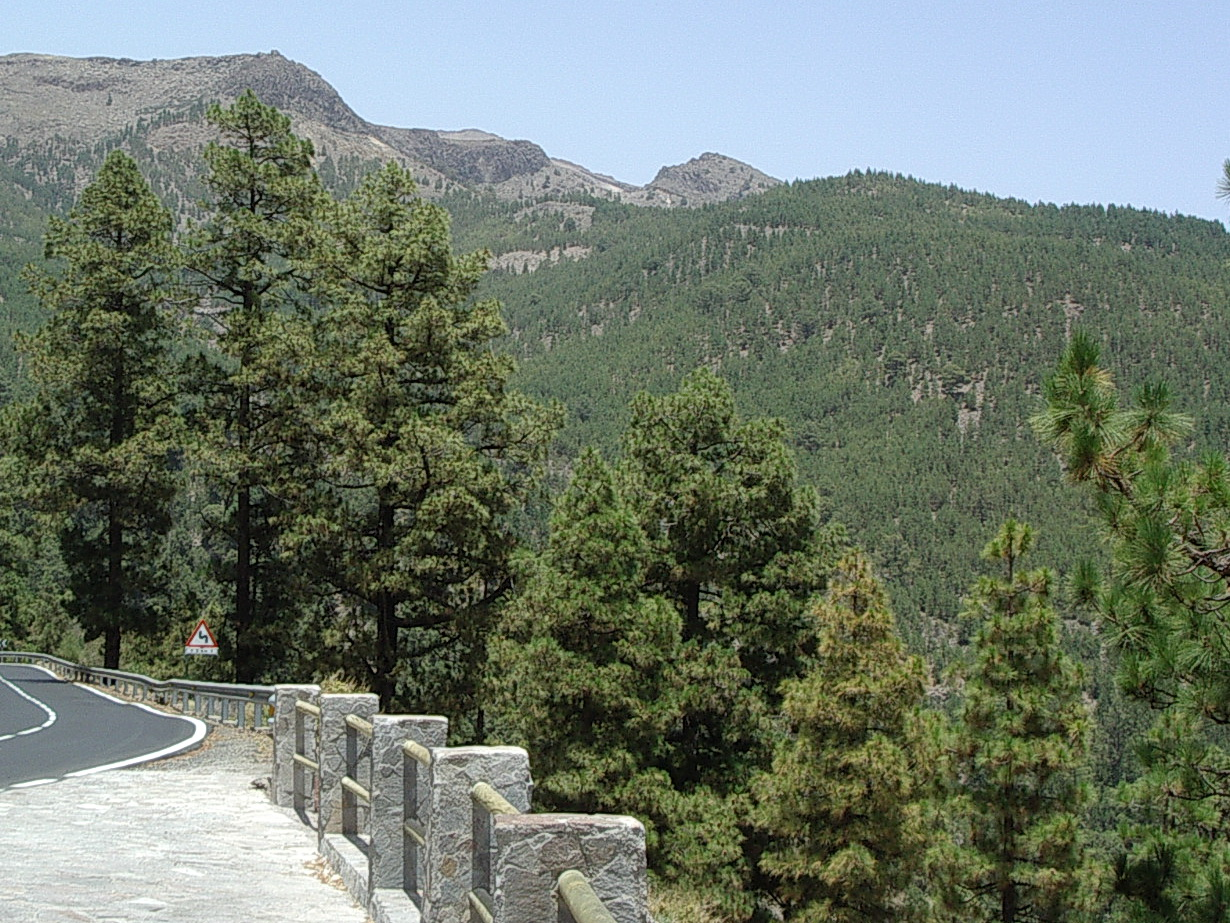
Pin des Canaries (Pinus canariensis).

Le pin pignon ou pin parasol ou Pinus pinea est un conifère la famille des Pinacées. Sa graine, le pignon de pin, est souvent utilisée en pâtisserie.

##### Pin des Canaries
Le pin des Canaries ou Pinus canariensis est un conifère de la famille des Pinacées.

#### Chênes

##### Chêne-liège

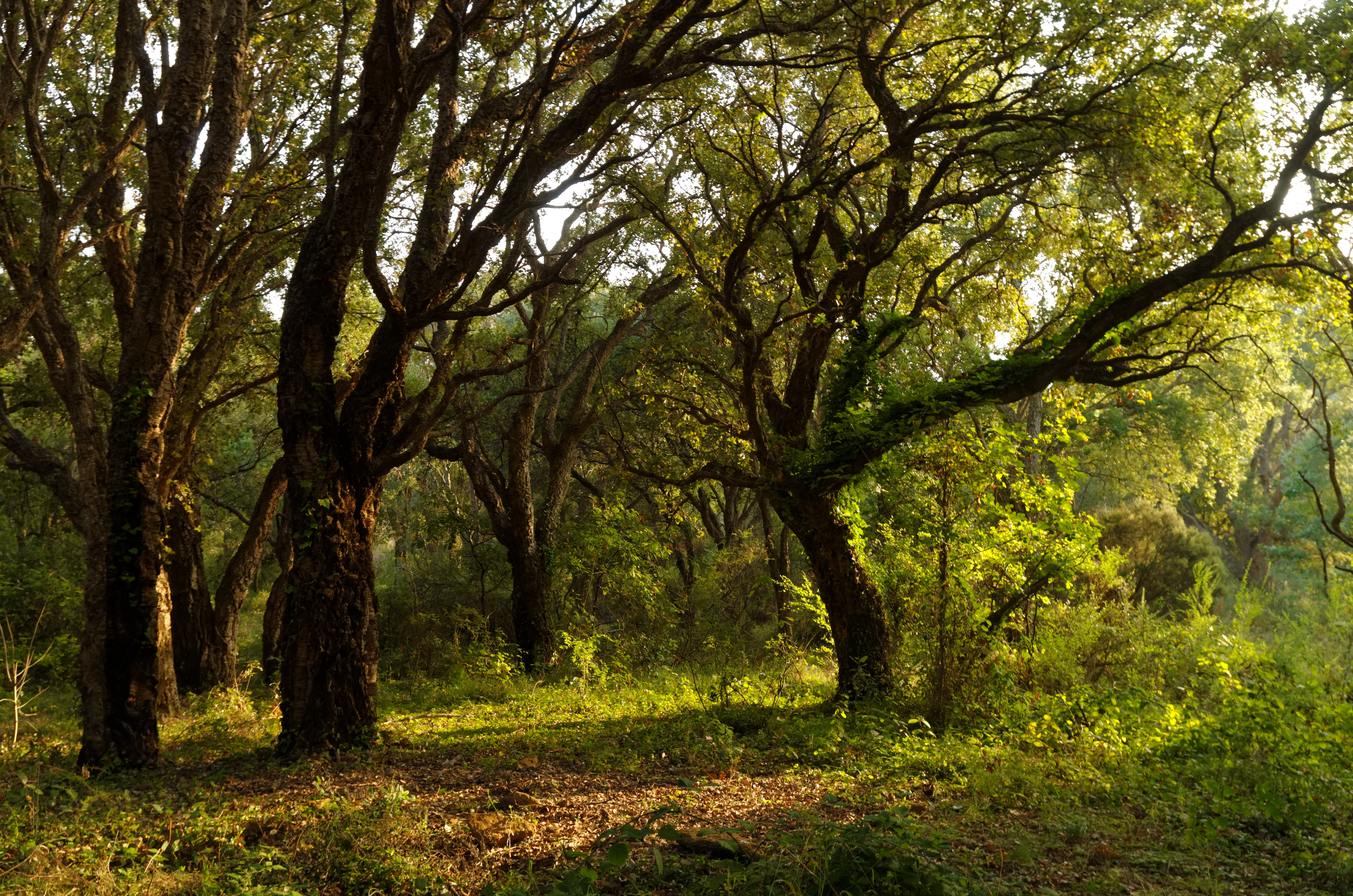
Chêne-liège (Quercus suber).

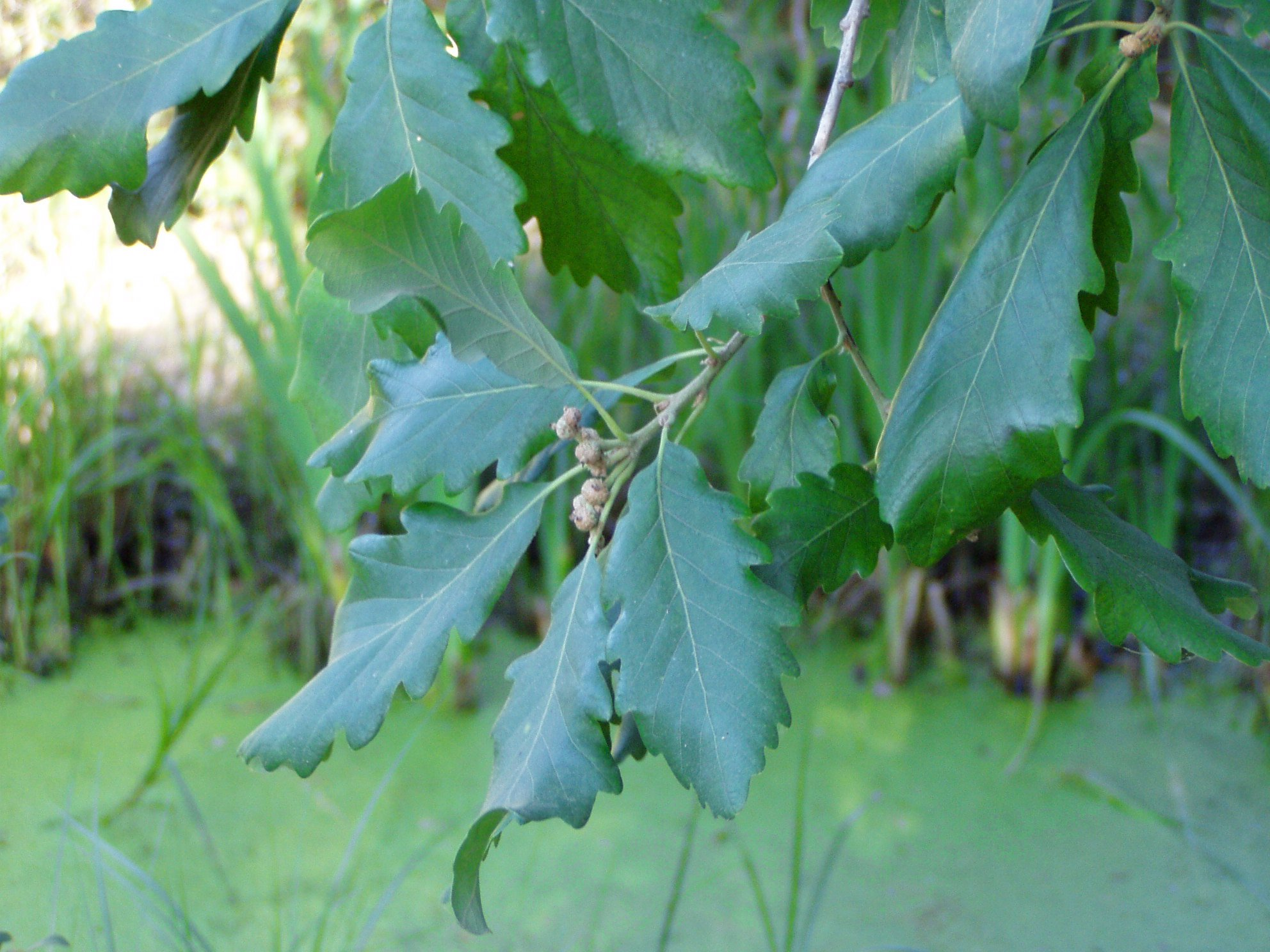
Chêne zéen (Quercus canariensis).

Le Chêne-liège ou Quercus suber est un arbre à feuilles persistantes de la famille des Fagacées. Il est exploité pour son écorce qui fournit le liège.

##### Chêne zéen
Le chêne zéen ou chêne des Canaries ou Quercus canariensis est un arbre de taille moyenne atteignant 20 à 30 m de hauteur avec un tronc supérieur à 1,5 m de diamètre. Les feuilles mesurent 10 à 15 cm de longueur et 6 à 8 cm de largeur, avec 6 à 12 paires de lobes peu profonds. Les fleurs sont des chatons, alors que le fruit est un gland mesurant 2,5 cm de longueur et 2 cm de largeur, dans une cupule peu profonde.

#### Eucalyptus

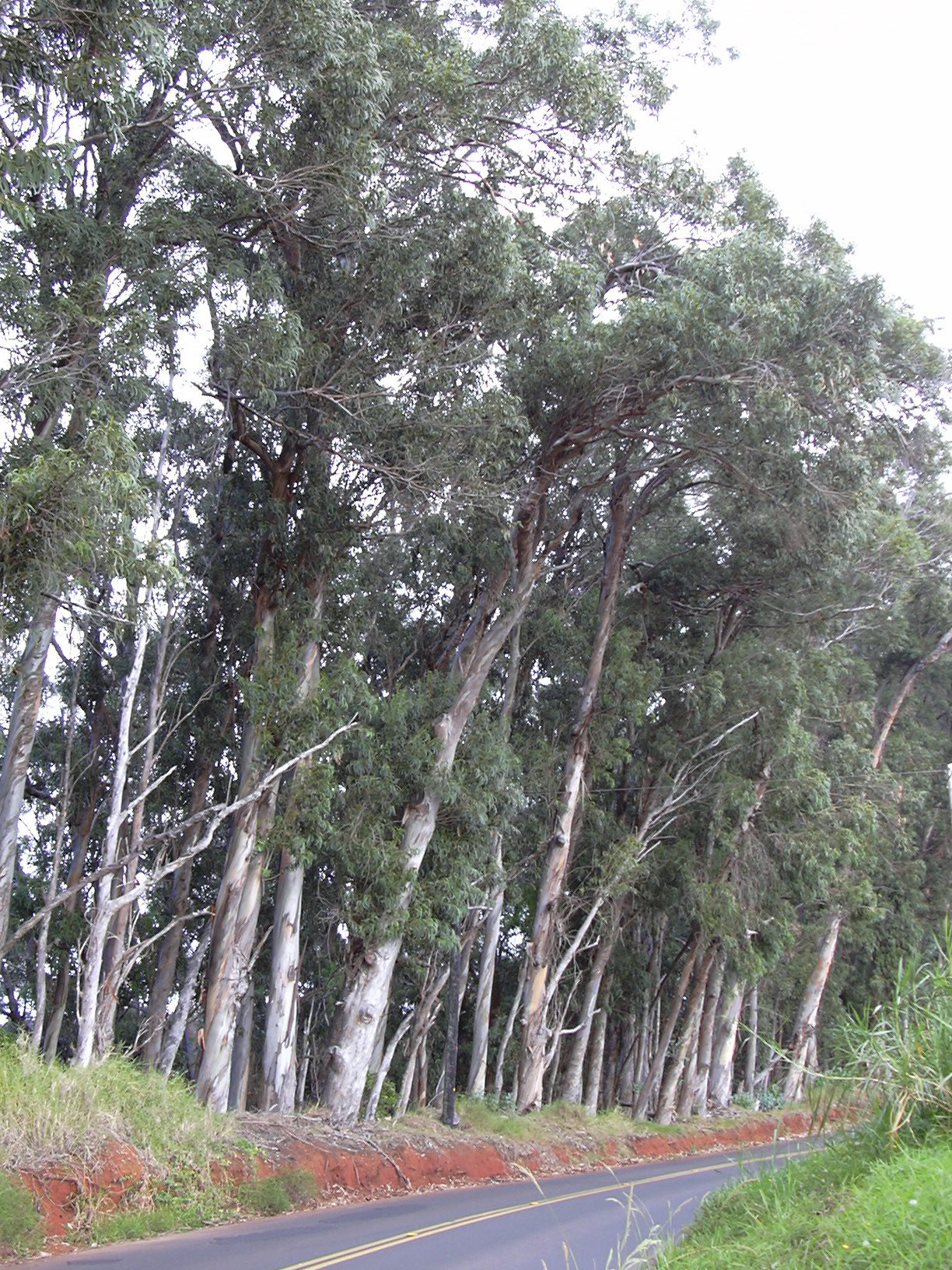
Eucalyptus.

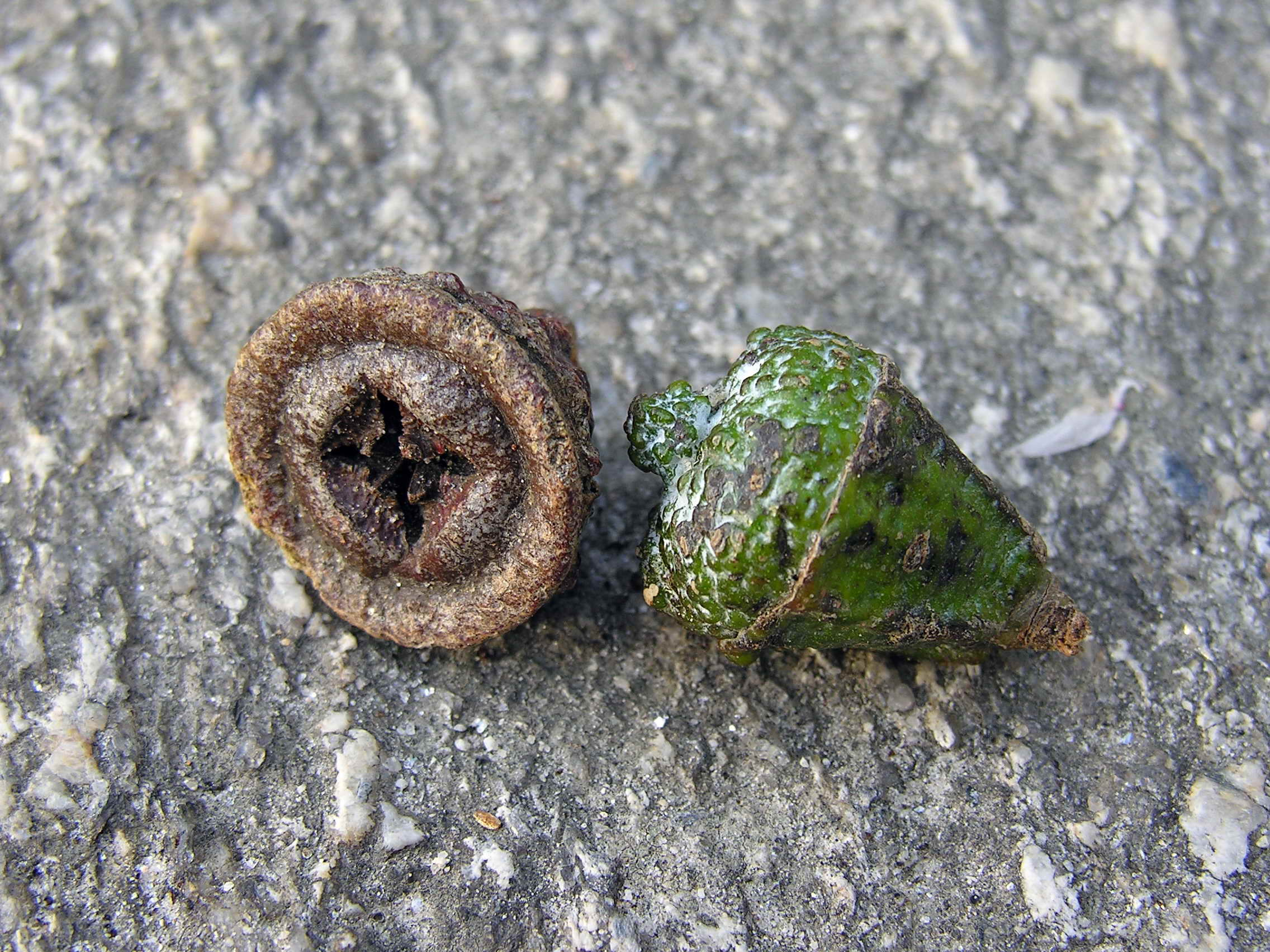
Fruits de l'Eucalyptus.

L'eucalyptus est une essence forestière introduite dans la forêt où il s'est très bien acclimaté. L'Eucalyptus globulus est planté pour la production de pâte à papier. Son écorce est en forme de larges bandes. Ses feuilles apparaissent par paires sur des tiges carrées. Elles mesurent de 6 à 15 cm de long et sont couvertes d'une pruine cireuse bleu-gris. Ses fleurs couleur crème sont solitaires à l'aisselle des feuilles et produisent un abondant nectar que les abeilles transforment en miel. Les fruits ligneux mesurent de 1,5 à 2,5 cm de diamètre et ont une capsule très dure. De nombreuses petites graines s'échappent par des valves qui s'ouvrent sur le dessus du fruit.

## Institut national de recherche forestière
L'Institut national de recherche forestière (INRF) est situé sur les hauteurs de la forêt de Baïnem. Cet institut comporte différents départements pour l'étude des étapes du développement du règne végétal depuis la germination de la graine, la levée du plant, la croissance vers l'état adulte et la multiplication du sujet végétal. L'INRF s'attelle à la mise en place de programmes de recherche et de développement des espèces végétales, particulièrement le chêne-liège dont l'impact économique est avéré, ainsi que les conifères naturalisés (pin maritime, pin d'Alep, pin pignon, pin des Canaries, etc.) qui poussent dans la bande nord et côtière de l'Algérie.

### Pépinière
Une pépinière présente dans l'Institut national de recherche forestière produit une moyenne annuelle de 50 000 plants.

### Arboretum
L'arboretum sert d'appoint pour les pédagogues et les chercheurs en botanique.

### Laboratoire mycologique

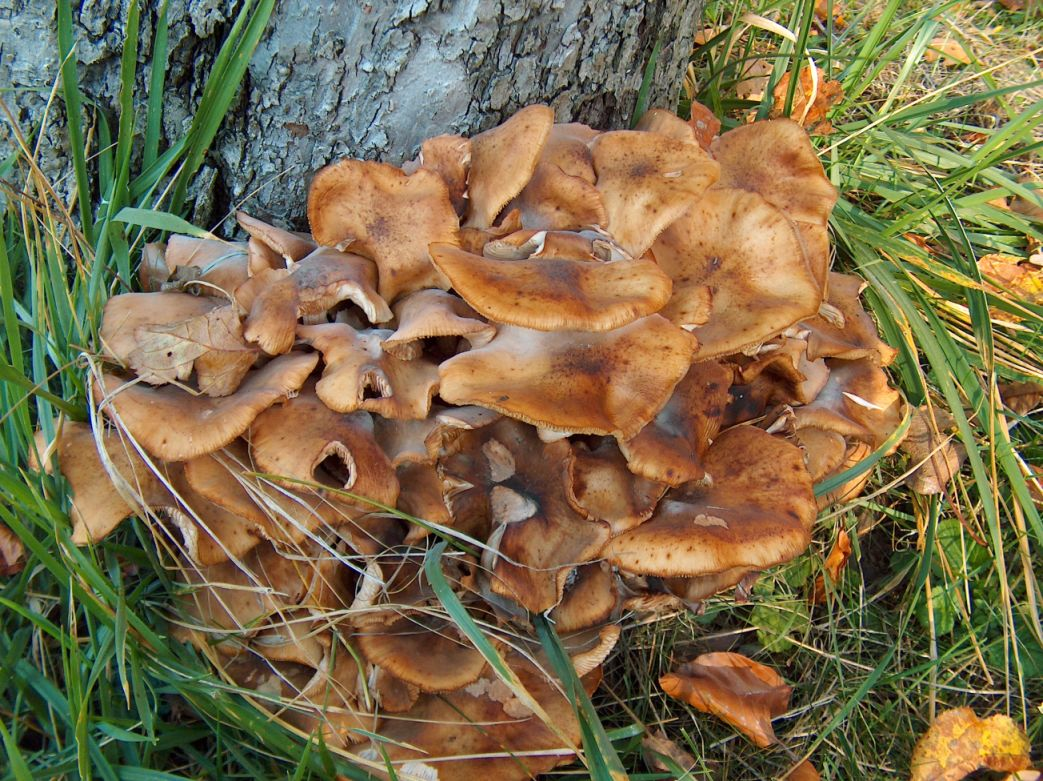
Armillaire couleur de miel (Armillaria mellea).

Le laboratoire mycologique de l'INRF de la forêt de Baïnem étudie l'armillaire (Armillaria) est fréquemment observé sur des arbres dépérissants où morts. Il apparaît que ce champignon, composant normal de la flore mycologique des chênaies, modifie son comportement et devient parasite lorsque les arbres sont affaiblis. Le champignon Armillaria mellea a été retrouvé sur chêne zéen et le chêne-liège dans la forêt de Baïnem par l'équipe de pathologie du Département de Protection des Forêts de l'INRF. La présence de l'Hypoxylon mediterraneum ou maladie du charbon de la mère a aussi été constatée et confirmée par le laboratoire de pathologie de l'INRF sur des chênes-lièges dans la forêt de Baïnem.

### Herbier
L'herbier de l'INRF de la forêt de Baïnem compte 2 600 espèces et variétés florales, une collection qui permet de répertorier et d'identifier les espèces qui existent dans l'ensemble du couvert végétal en Algérie.